# Afon Tjyts
Afon Tjyts (abchaziska:  Афон Ҿыц, Afon Tjyts; georgiska: ახალი ათონი, Achali Atoni; ryska: Новый Афон, Novyj Afon) är en stad i distriktet Gudauta i Abchazien i nordvästra Georgien, 22 kilometer från huvudstaden Suchumi, vid Svarta havets kust. Staden har tidigare varit känd under namnen Nikopol, Acheisos, Anakopia, Nikopia, Nikofia, Nikopsis, Absara, Psyrtscha. Nya Athosgrottan är en av de populäraste attraktionerna i Abchazien och genom grottan går Afon Tjyts grottjärnväg. Staden är en av huvudorterna för den abchaziska järnvägen, till vilken staden har två stationer, Afon Tjyts centralstation och Psyrtscha station.